# パトリック・ドヴェール賞
パトリック・ドヴェール賞（パトリック・ドヴェールしょう、Le prix Patrick-Dewaere）は、毎年フランスあるいはフランス語圏の映画界で将来有望な男優に贈られる映画賞である。ジャン・ギャバン賞として設立されたが、その廃止を受けて2008年にパトリック・ドヴェール賞が創設された。創設当初から文化省の後援を受けている。
賞の名前はフランスの有名俳優パトリック・ドヴェールの名前から取られている。ドヴェールはとりわけ1974年の作品「バルスーズ」で有名であり、1982年に没している。
同賞に相当する女優賞としてロミー・シュナイダー賞があり、同時に受賞者が決まる。

## 受賞者

### ジャン・ギャバン賞
ジャン・ギャバン賞は、1981年から2006年まで、毎年フランスあるいはフランス語圏の将来有望な俳優に授与された賞である。
ルイ・ド・フュネスがジャン・ギャバン賞創設の発案者である。賞は、偉大なる俳優ジャン・ギャバン（1976年没）にオマージュを捧げて命名されている。ジャン・ギャバン賞は、賞の主催者とジャン・ギャバンの遺族の間で同意が成立せず廃止された。2008年よりパトリック・ドヴェール賞に改名された。
- 1981 : ティエリー・レルミット Thierry Lhermitte
- 1982 : ジェラール・ランヴァン Gérard Lanvin
- 1983 : ジェラール・ダルモン Gérard Darmon
- 1984 : フランソワ・クリュゼ François Cluzet
- 1985 : クリストフ・マラヴォワ Christophe Malavoy
- 1986 : チェッキー・カリョ Tchéky Karyo
- 1987 : ジャン＝ユーグ・アングラード Jean-Hugues Anglade
- 1988 : ティエリー・フレモン Thierry Frémont
- 1989 : ヴァンサン・ランドン Vincent Lindon
- 1990 : ランベール・ウィルソン Lambert Wilson
- 1991 : ファブリス・ルキーニ Fabrice Luchini
- 1992 : ヴァンサン・ペレーズ Vincent Pérez
- 1993 : オリヴィエ・マルティネス Olivier Martinez
- 1994 : マニュエル・ブラン Manuel Blanc
- 1995 : マチュー・カソヴィッツ Mathieu Kassovitz
- 1996 : ギヨーム・ドパルデュー Guillaume Depardieu
- 1997 : イヴァン・アタル Yvan Attal
- 1998 : ヴァンサン・エルバ Vincent Elbaz
- 1999 : サミュエル・ル・ビアン Samuel Le Bihan
- 2000 : ギヨーム・カネ Guillaume Canet
- 2001 : ジョゼ・ガルシア José Garcia
- 2002 : ブノワ・ポールヴールド Benoît Poelvoorde
- 2003 : ジョニー・アリディ Johnny Hallyday
- 2004 : ロラン・ドイチェ （作家としては、ロラン・ドゥッチ名義で日本で著書が出版されている[2]） Lorànt Deutsch
- 2005 : クロヴィス・コルニアック Clovis Cornillac
- 2006 : ジェレミー・レニエ Jérémie Renier

### パトリック・ドヴェール賞
- 2008 : ジョスラン・キヴラン Jocelyn Quivrin
- 2009 : ルイ・ガレル Louis Garrel
- 2010 : タハール・ラヒム Tahar Rahim
- 2011 : ジル・ルルーシュ Gilles Lellouche
- 2012 : ジョーイ・スタール JoeyStarr
- 2013 : ラファエル・ペルソナ Raphaël Personnaz
- 2014 : ピエール・ニネ Pierre Niney
- 2015 : レダ・カテブ Reda Kateb
- 2016 : ヴァンサン・ラコスト Vincent Lacoste
- 2017 : 受賞者なし
- 2018 : ナウエル・ペレス・ビスカヤール Nahuel Pérez Biscayart
- 2019 : フィリップ・カトリーヌ （ミュージシャンとしては、カトリーヌ名義で日本でアルバムが発売されている[3]）Philippe Katerine